# Leptothorax rabaudi
Leptothorax rabaudi är en myrart som beskrevs av Jean Bondroit 1918. Leptothorax rabaudi ingår i släktet smalmyror, och familjen myror. Inga underarter finns listade i Catalogue of Life.